# NHL 2K7
《NHL 2K7》是一款由Visual Concepts制作、2K Sports发行的体育类游戏。本游戏最初于2006年9月在PlayStation 2、Xbox 360等平台发行。本游戏为NHL系列作品之一，是《NHL 2K6》的续作。
根据评论网站Metacritic，本游戏除了在PlayStation 2平台收到平均的评价之外，在其他各个平台都收到普遍较好的评价。